# The Back of Love
" The Back of Love "는 1982년 5월 21일 Echo & the Bunnymen 에서 발매한 싱글dl다. 같은 달 영국 싱글 차트 에서 19위에 올랐다. 이후 1983년 2월 4일에 발매된 앨범 Porcupine 에 추가되었다.
싱글은 Ian Broudie 가 Kingbird라는 가명으로 제작했다. 싱글의 a면은 런던의 Trident Studios 에서 녹음되었고 b면은 리버풀의 Square One Studios에서 녹음되었다.  7" 및 12" 싱글 버전의 b면은 "The Subject"이다. 12"는 B면에 "Fuel"이라는 추가 트랙이 있다.
7" 및 12" 버전의 표지는 Henry Scott Tuke의 "The Promise"라는 그림으로, 리버풀의 Walker Art Gallery 에 전시되었다.
이 노래는 1998년 "Always Something There to Remind Me / Back of Love" 싱글에서 미국 록 그룹 Burning Airlines에 의해 커버되었으며, "Always Something There to Remind Me"를 연주한 Braid와 분할하여 릴리스되었다.

## 트랙 목록
모든 트랙은 Will Sergeant, Ian McCulloch, Les Pattinson 및 Pete de Freitas가 작성하였다.
7" 출시 (Korova KOW 24 및 WEA K 19175)
1. "The Back of Love" – 3:13
2. "The Subject" – 5:06

12" 출시 (Korova KOW 24T)
1. "The Back of Love"
2. "The Subject"
3. "Fuel"

## 차트 위치
| 차트 (1982)        | 피크 위치 |
| ------------------ | --------- |
| 영국 싱글 차트     | 19        |
| 아일랜드 싱글 차트 | 24        |

## 인원
- 이안 맥코치 – 보컬, 기타
- 윌 서전트 – 리드 기타
- 레 패틴슨 – 베이스
- 피트 드 프레이타스 – 드럼
- 이안 브루디 – 프로듀서 틀:Echo & the Bunnymen